# Ousseynou Ndiaga Diop
Ousseynou Ndiaga Diop (1948 – Dakar, 20 dicembre 2016) è stato un allenatore di pallacanestro senegalese.

## Carriera
Ha guidato il Senegal ai Campionati mondiali del 1998.
Ha inoltre allenato la nazionale femminile del Senegal ai Giochi olimpici di Sydney 2000.